# Mario Kart Wii
Mario Kart Wii (яп. マリオカートWii Марио Ка:то Wii) — видеоигра, разработанная компанией Nintendo Entertainment Analysis and Development и выпущенная Nintendo эксклюзивно для платформы Wii. Игра является шестой частью серии Mario Kart и второй игрой из этой серии, использующей сервис Nintendo Wi-Fi Connection. Во всём мире игра была выпущена в свет в течение апреля 2008 года. Каждая копия игры включает в себя специальный руль (Wii Wheel), разработанный для Wii Remote, что делает управление в игре более простым и интуитивным.

## Игровой процесс
Как и в предшественнике Mario Kart DS, игра поделена на 8 кубков по 4 трассы в каждом. Среди кубков — 4 нитро-кубка, состоящих из новых трасс и 4 ретро-кубка, состоящих из трасс пяти предыдущих игр. Игра поделена на три уровня сложности. Среди основных нововведений — возможность участия в заезде одновременно до 12 гонщиков, а также появление в качестве транспортных средств мотоциклов. Гонщиками в игре по-прежнему являются персонажи серии игр Марио, а именно: Марио, Луиджи, Пич, Йоши, Тоад, Боузер, Купа Трупа, Варио, Бу и мн. др. Также в игре предоставлена возможность играть за созданных игроком человечков Mii. Поддержка Nintendo Wi-Fi Connection позволяет играть с соперниками со всего мира.

## Отзывы
| Сводный рейтинг       | Сводный рейтинг |
| Агрегатор             | Оценка          |
| --------------------- | --------------- |
| GameRankings          | 82,07 %         |
| Metacritic            | 82/100          |
| Иноязычные издания    |                 |
| Издание               | Оценка          |
| Edge                  | 6/10            |
| Eurogamer             | 8/10            |
| Famitsu               | 37/40           |
| Game Informer         | 8,5/10          |
| GameSpot              | 8,5/10          |
| GameSpy               | [ 7 ]           |
| GameTrailers          | 8,4/10          |
| IGN                   | 8,5/10          |
| Nintendo Power        | 9/10            |
| Nintendo World Report | 7,5/10          |
| ONM                   | 94 %            |

Впервые Mario Kart Wii была продемонстрирована на выставке E3 в 2007 году, где получила положительные отзывы как со стороны критиков, так и от почитателей серии. Главными достоинствами игры были названы большое количество трасс и персонажей, а также увлекательный геймплей.
В 2010 году, Mario Kart Wii был включен в книгу 1001 Video Games You Must Play Before You Die (1001 Видеоигры, которые вы должны играть, прежде чем умереть).